# Чортова Безодня
Чортова Безодня (рос. Чертова Бездна) — печера в Башкортостані, Росія. Печера комплексного (горизонтально-вертикального) типу простягання. Загальна протяжність — 130 м. Глибина печери становить 66 м. Категорія складності проходження ходів печери — 1. Печера відноситься до Сергінського району Уфімського амфітеатру Середньої області Західноуральської спелеологічної провінції.